# Ermita de Betlem

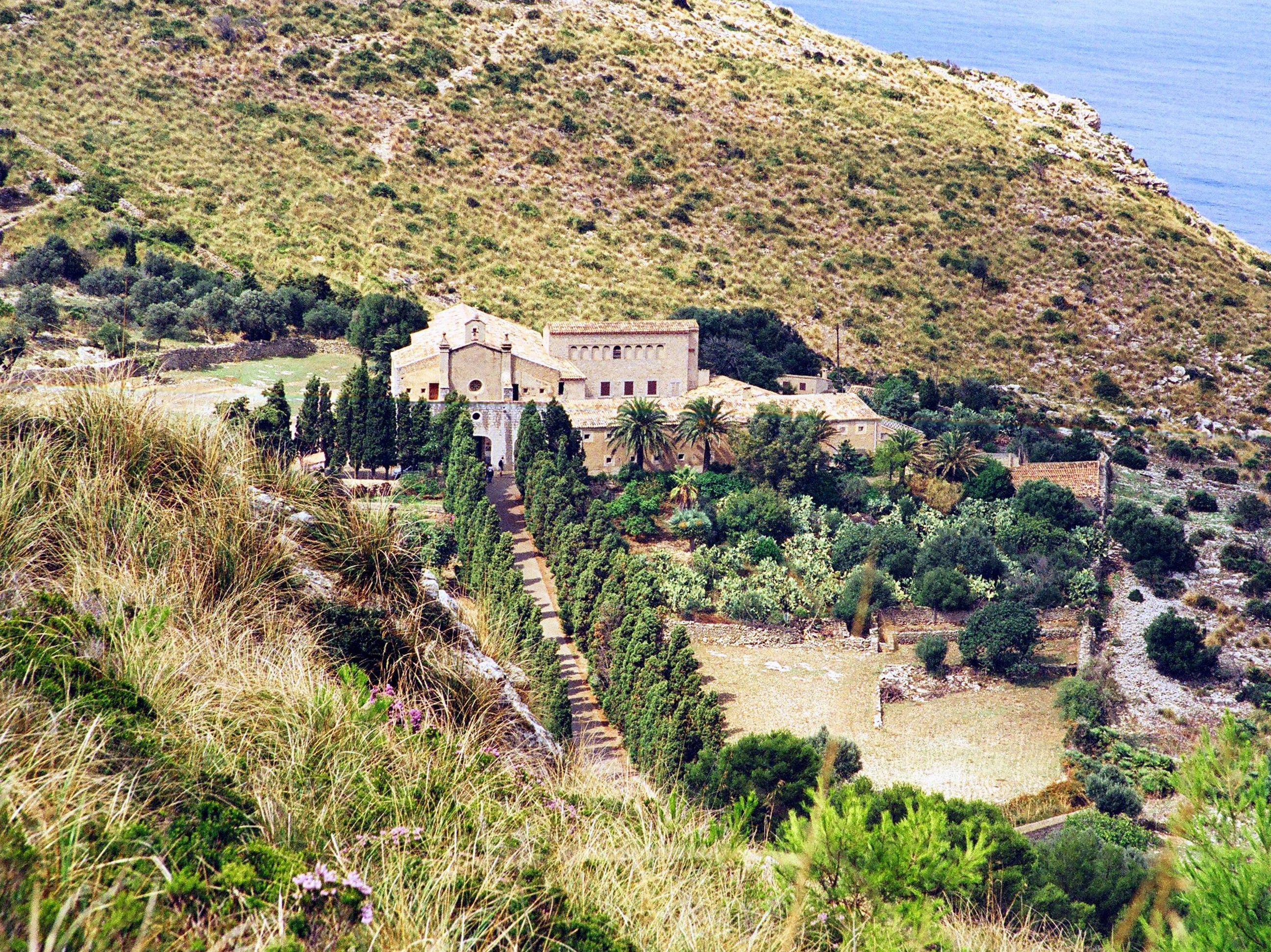
Ermita de Betlem

Ermita de Betlem (kastilisch Ermita de Belén) ist eine Einsiedelei auf der spanischen Baleareninsel Mallorca. Sie diente als Kloster, das nur von wenigen Mönchen bewohnt wurde, die zur Glaubensgemeinschaft der Eremiten von San Pablo San Antonio gehörten. Altersbedingt zogen die Mönche im Herbst 2010 in die Einsiedelei Santíssima Trinitat nahe dem Ort Valldemossa um, Nachfolger fanden sich nicht. Die Ermita de Betlem soll in Zukunft zu kulturellen Zwecken genutzt werden.

## Lage und Beschreibung
Die Ermita de Betlem liegt im Gemeindegebiet von Artà, etwa neun Kilometer nordwestlich der Stadt Artà. Die Gebäude der Ermita stehen etwa 280 Meter über dem Meeresspiegel im Massís d’Artà („Massiv von Artà“), einem Teil des östlichen Gebirgszuges von Mallorca, den Serres de Llevant.

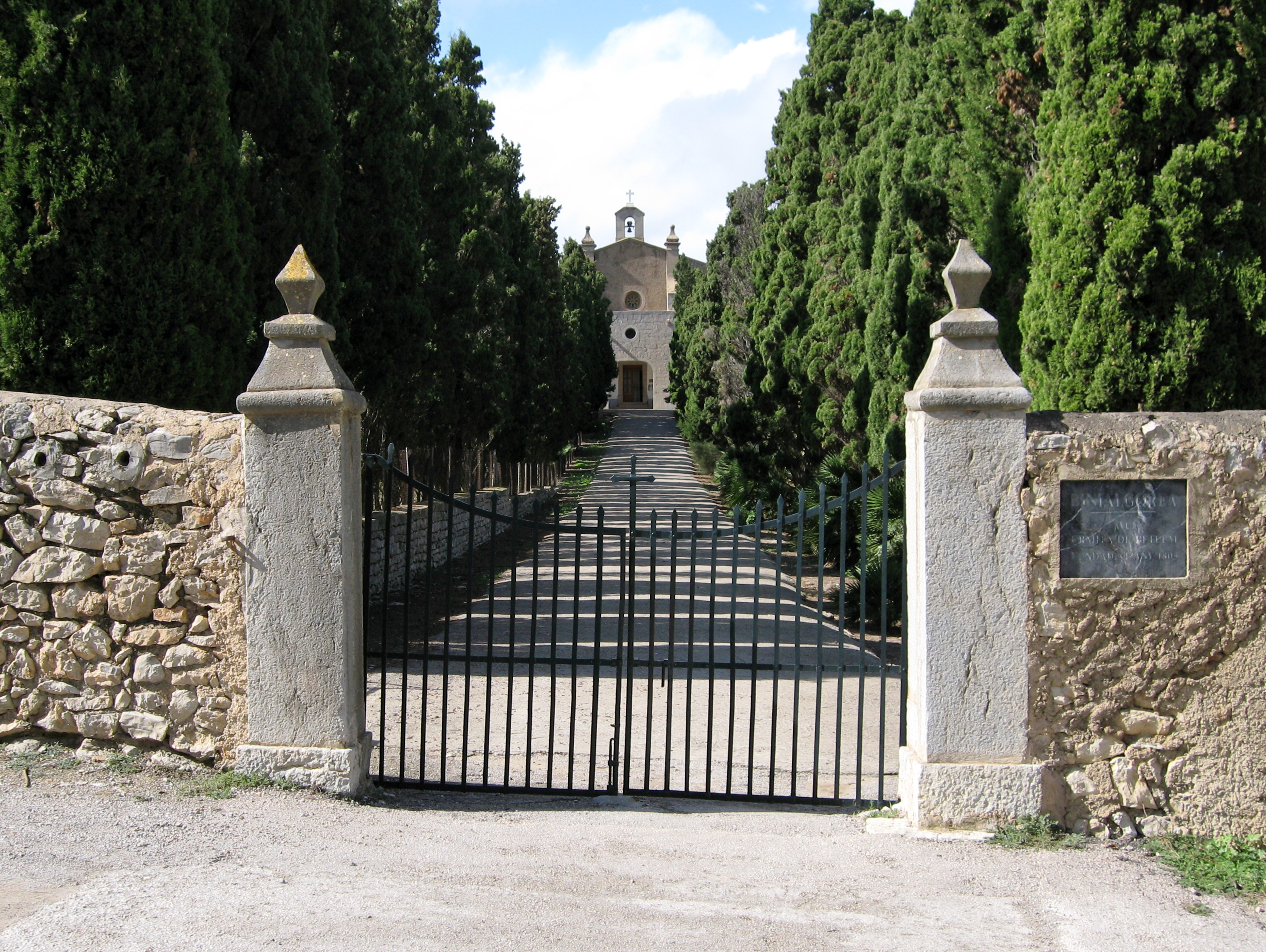
Einfahrt zur Kapelle

Die Ermita de Betlem wurde am 29. Juli 1805 auf den Ruinen des Landgutes Binialgorfa gegründet und nach der Stadt Betlehem benannt. Auf dem Grund, der vom damaligen Eigentümer Jaume Morei gestiftet wurde, standen bis dahin ein alter Wachturm und eine Ölmühle. Der Bau der Ermita gestaltete sich recht schwierig, da das aus Sóller übers Meer herantransportierte Baumaterial auf Eseln von der Badia d’Alcúdia („Bucht von Alcúdia“) bis hinauf in die Berge gebracht werden musste. Erste Bewohner waren Mönche von Sant Honorat de Randa und La Trinitat de Valldemossa.

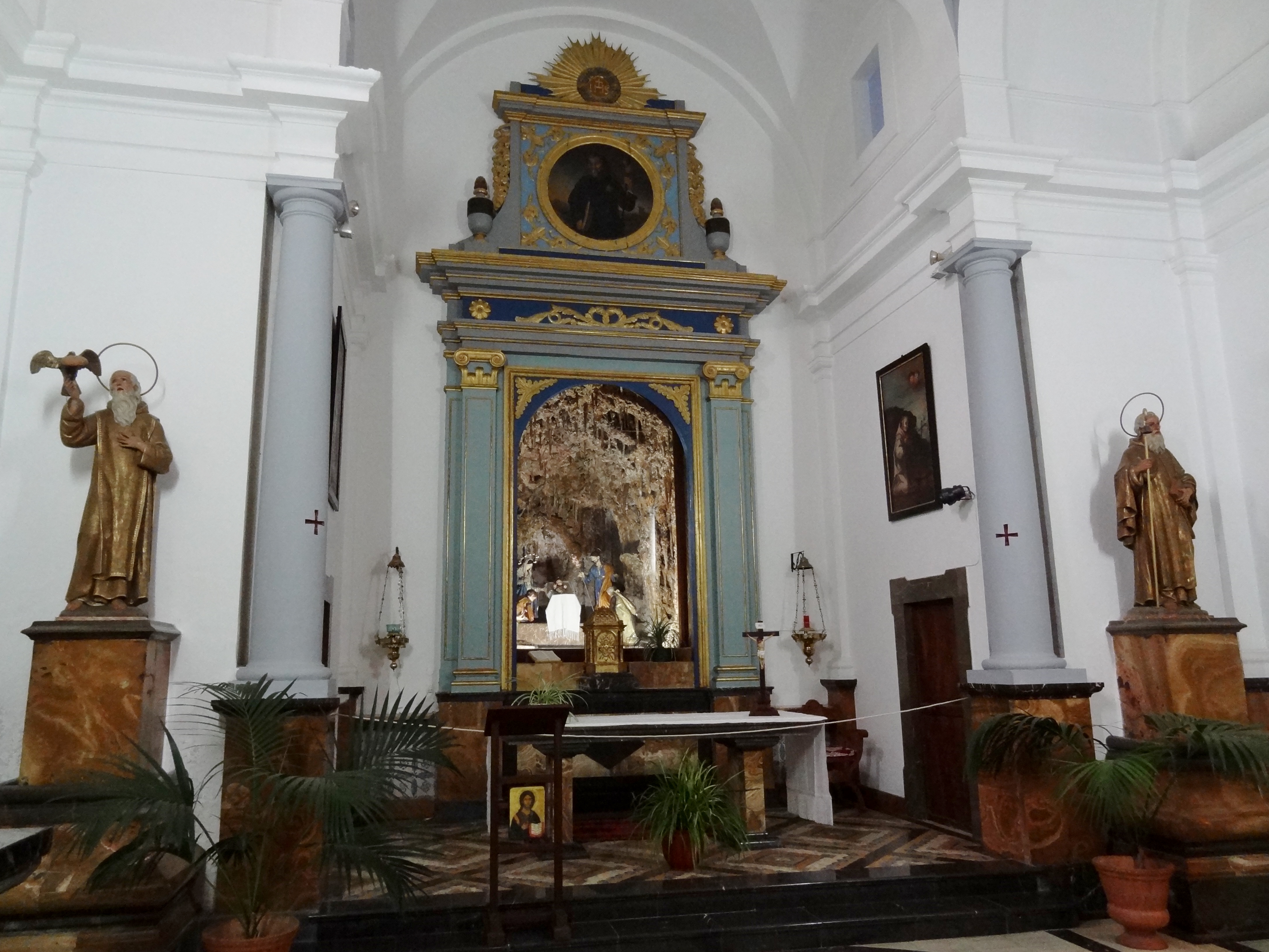
Innenraum mit Hauptaltar

Die neoklassizistische Klosterkapelle auf einem kreuzförmigen Grundriss ist frei zugänglich und kann besichtigt werden. Der Hauptaltar besteht aus Marmor, die Skulpturen stammen von Adrià Ferrà. Neben den Fresken in der Kuppel von Francesc Parietti, bemalten Kacheln in der Vorhalle und einer Gemäldesammlung von Manuel Bayeu, dem Schwager von Francisco de Goya, ist eine Christusfigur zu sehen, die den Mönchen bei der Weihe der Ermita im Jahre 1806 durch den Kardinal Antonio Despuig (1745 - 1813) geschenkt wurde. Sie gehörte zuvor dem Kapuzinerorden in Palma. Das dunkle Holzkruzifix steht in einem rechtsseitigen Seitenaltar. Die Statue des „Christus der Agonie“ wird von den Einwohnern Artàs sehr verehrt und ist jeden 1. Mai Ziel einer Wallfahrt.
Zum Eingangsbereich der Kapelle führt eine etwa 150 Meter lange Zypressenallee durch die die Gebäude der Ermita umgebenden Gärten des Klosters. Neben und hinter den Klostergärten führen mehrere Trampelpfade zu einem Aussichtspunkt (Mirador) mit Blick über die Badia d’Alcúdia. Vom Tor an der Einfahrt zur Einsiedelei am südöstlichen Ende der Zypressenallee führt ein Weg in Richtung Osten. In einer Entfernung von etwa 300 Metern erreicht man auf ihm die unter hohen Bäumen stehende Quelle sa Font oder Font de s’Ermita. Sie gibt das ganze Jahr hindurch Wasser und wurde zur Bewässerung mehrerer in Terrassen angelegter kleiner Felder genutzt, die der Versorgung der Einsiedelei dienten. Neben der Quelle befindet sich ein Marienheiligtum zu Ehren des Wunders von Lourdes, eine sogenannte Lourdesgrotte.

Ansichten der Klosterkapelle
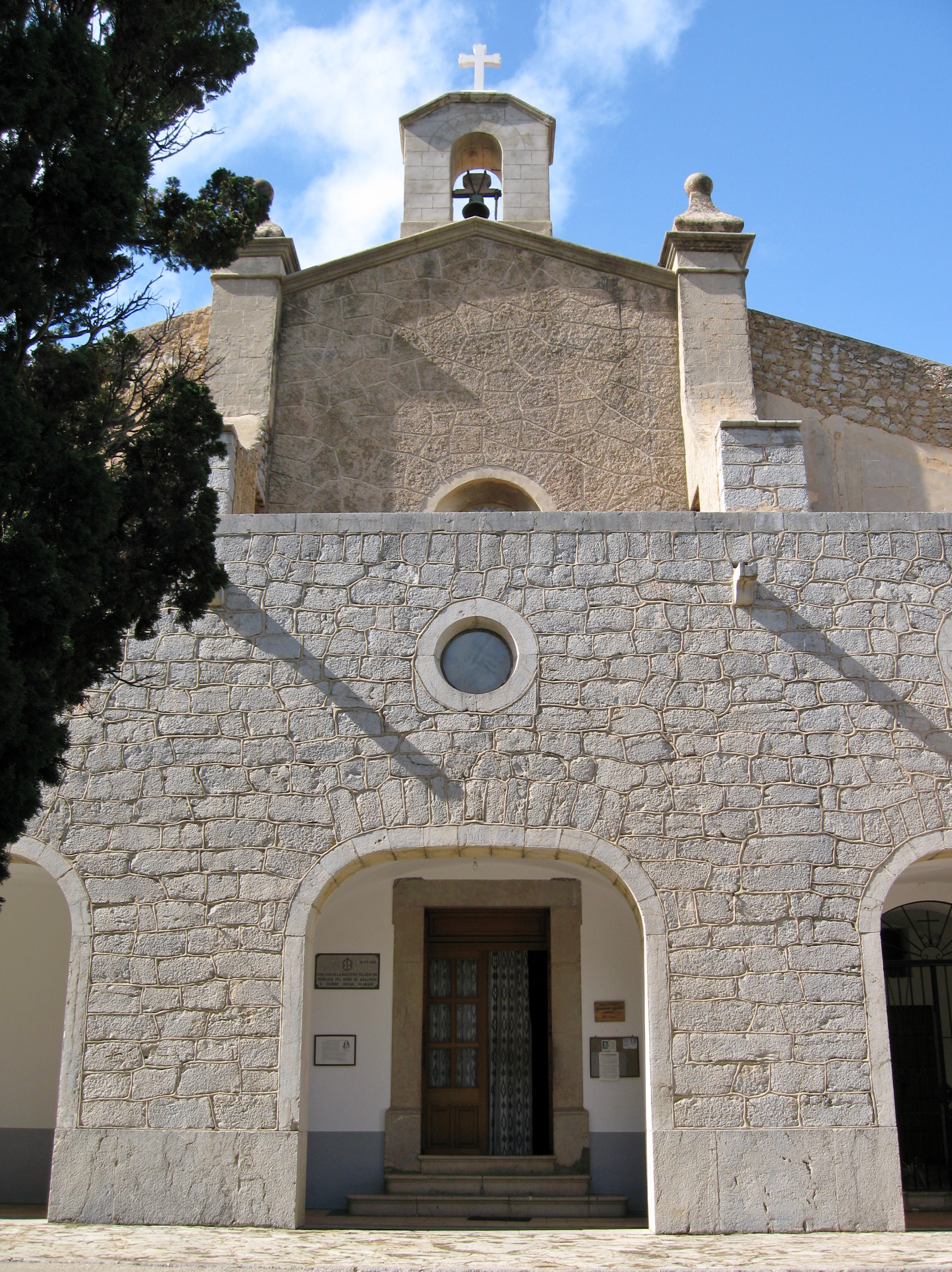
Eingang der Kapelle
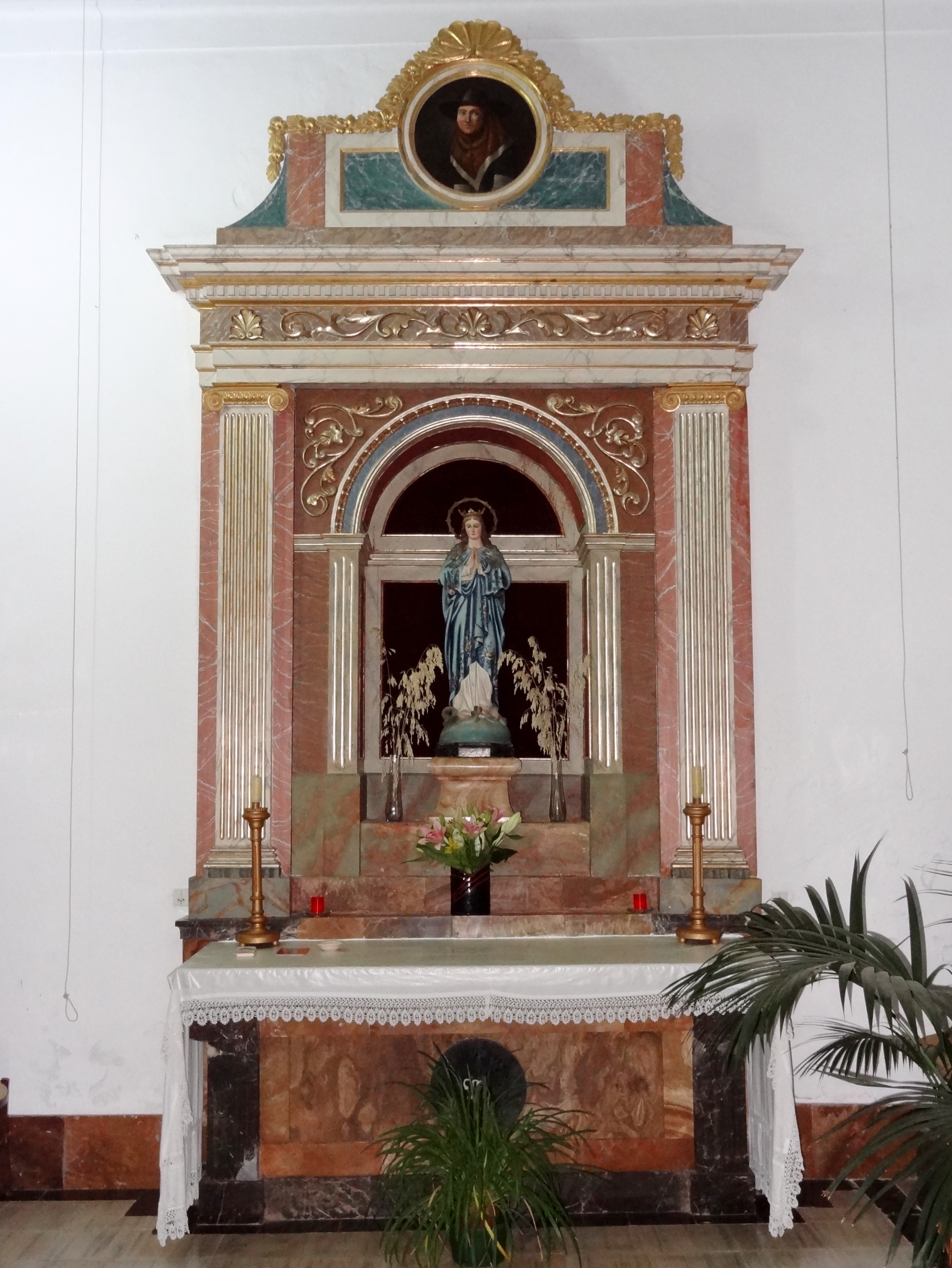
Marienstatue
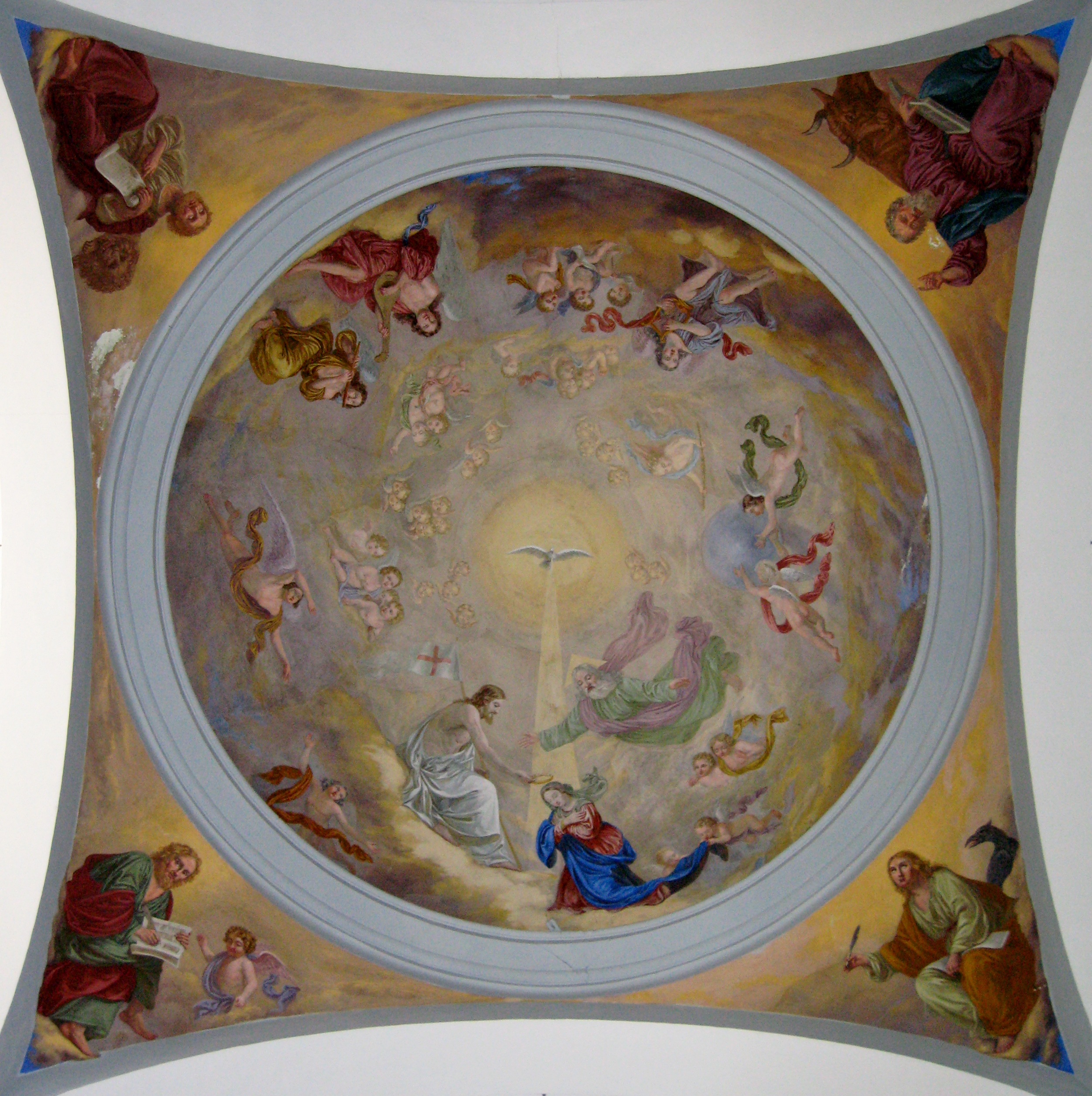
Fresken in der Kuppel
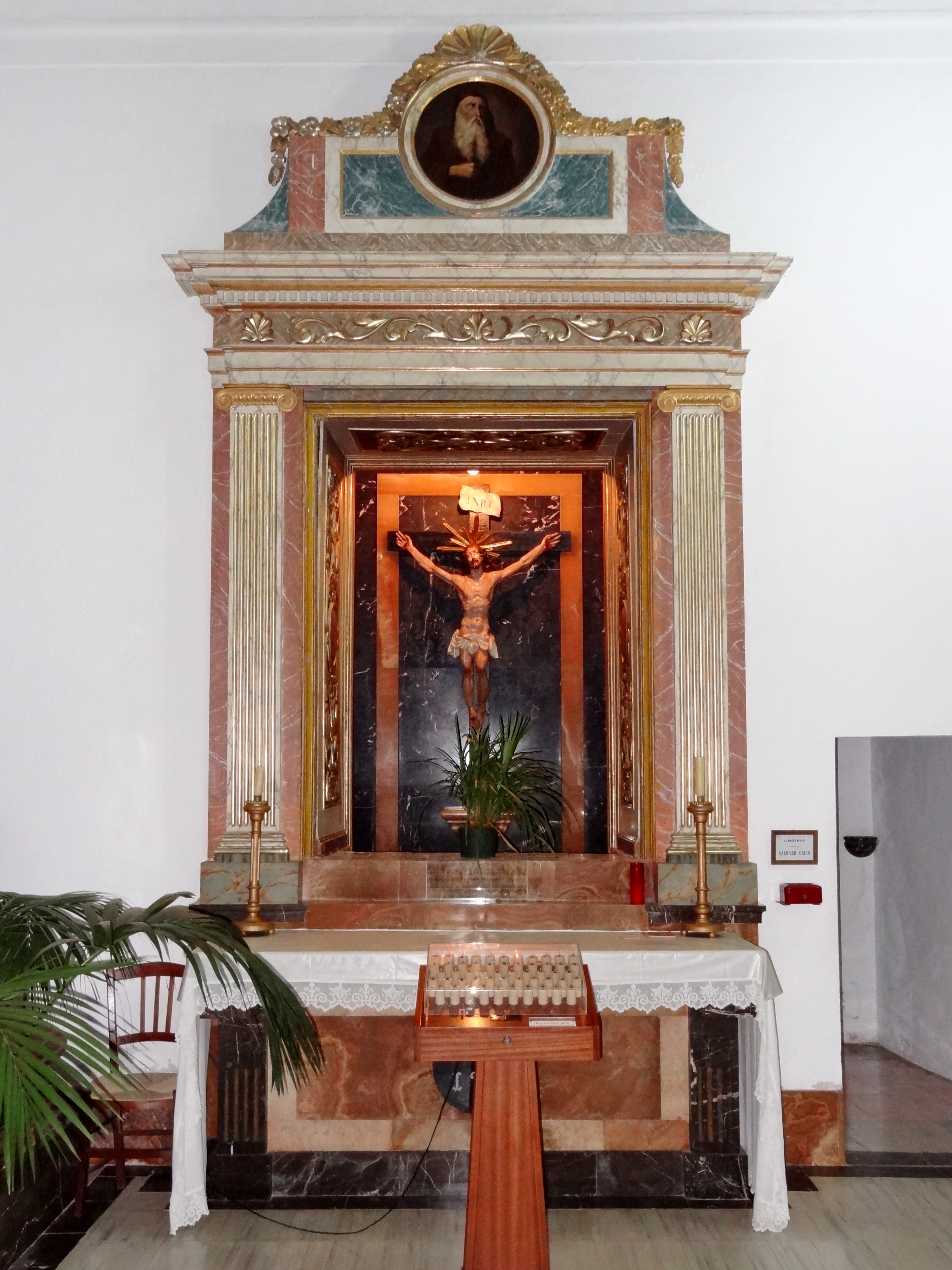
Christusfigur

## Zugang

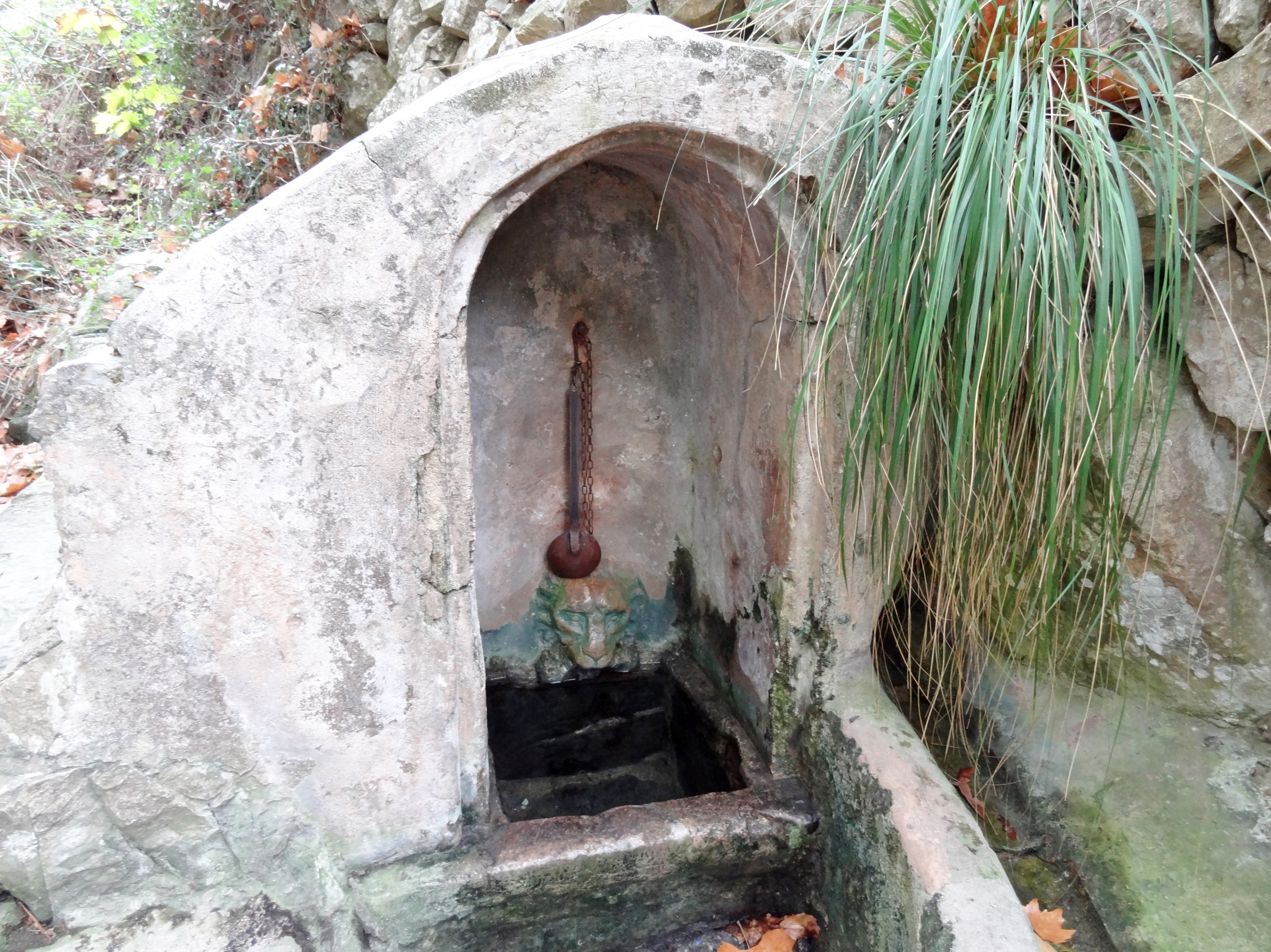
Font de s’Ermita

Zu Erreichen ist die Ermita de Betlem über eine schmale Straße von Artà aus, der neun Kilometer langen MA-3333. Sie lässt das Anwesen Son Morei (auch Son Morell Vell) rechts liegen und überwindet in Serpentinen den Bergpass Puig de sa Font Crutia (auch Coll de Pescadors) auf einer Höhe von 374 Metern. Hinter Son Morei zweigt nach rechts ein Weg ab, der zum höchsten Gipfel der Serres de Llevant, dem 561 Meter hohen Puig Morei (auch Puig d’en Morell oder Talaia Freda), führt.
Eine zweite Möglichkeit, die Ermita de Betlem in den Bergen zu erreichen, bietet der markierte Wanderweg von der Urbanisation Betlem an der Badia d’Alcúdia, einem Ortsteil von Colònia de Sant Pere. Der etwa fünf Kilometer lange Weg, beginnend an der Straße unweit des Meeres, überwindet bis zur Ermita einen Höhenunterschied von über 250 Metern. In der Nähe des Parkplatzes am Eingangstor zur Einsiedelei befindet sich am Wanderweg die Quelle Font de s’Ermita mit dem in einer künstlichen Grotte stehenden Marienheiligtum.
Ein weiterer ausgeschilderter Wanderweg führt von der öffentlichen Finca s'Alqueria Vella zur Ermita.

## In der Nähe
Die Ermita de Betlem ist Ausgangspunkt für die Besteigung des Puig de Ferrutx. Für die nicht ausgeschilderte Bergwanderung sind hin und zurück knapp vier Stunden zu veranschlagen.